# 打井川站
打井川站（日语：／ Utsuigawa eki */?）是一位於日本高知縣高岡郡四萬十町打井川、隸屬於四國旅客鐵道（JR四國）的鐵路車站。車站編號為G29。
車站月台建築於斜度甚大的下斜坡上，且向外伸展，因此需要使用較多的鐵架和三角鐵架固定於斜坡上，出入月台的樓梯也相應斜度較大和長，對於行動不便的人來講相當不便。
車站位處四萬十川旁邊，風景優美，但民居稀疏，乘車人數一直都處於極低水平。2011年，模型製造商海洋堂於已廢校的打井川小學原址開設海洋堂四萬十興趣館，並將一架kiha 32氣動車（編號：kiha32-4）改裝為「海洋堂興趣列車」（海洋堂ホビートレイン），在車箱內放置約500件動物模型及櫥窗，在予土線上行駛，而JR四國亦相應開設特別班次列車，乘車人數才稍為有所增加。

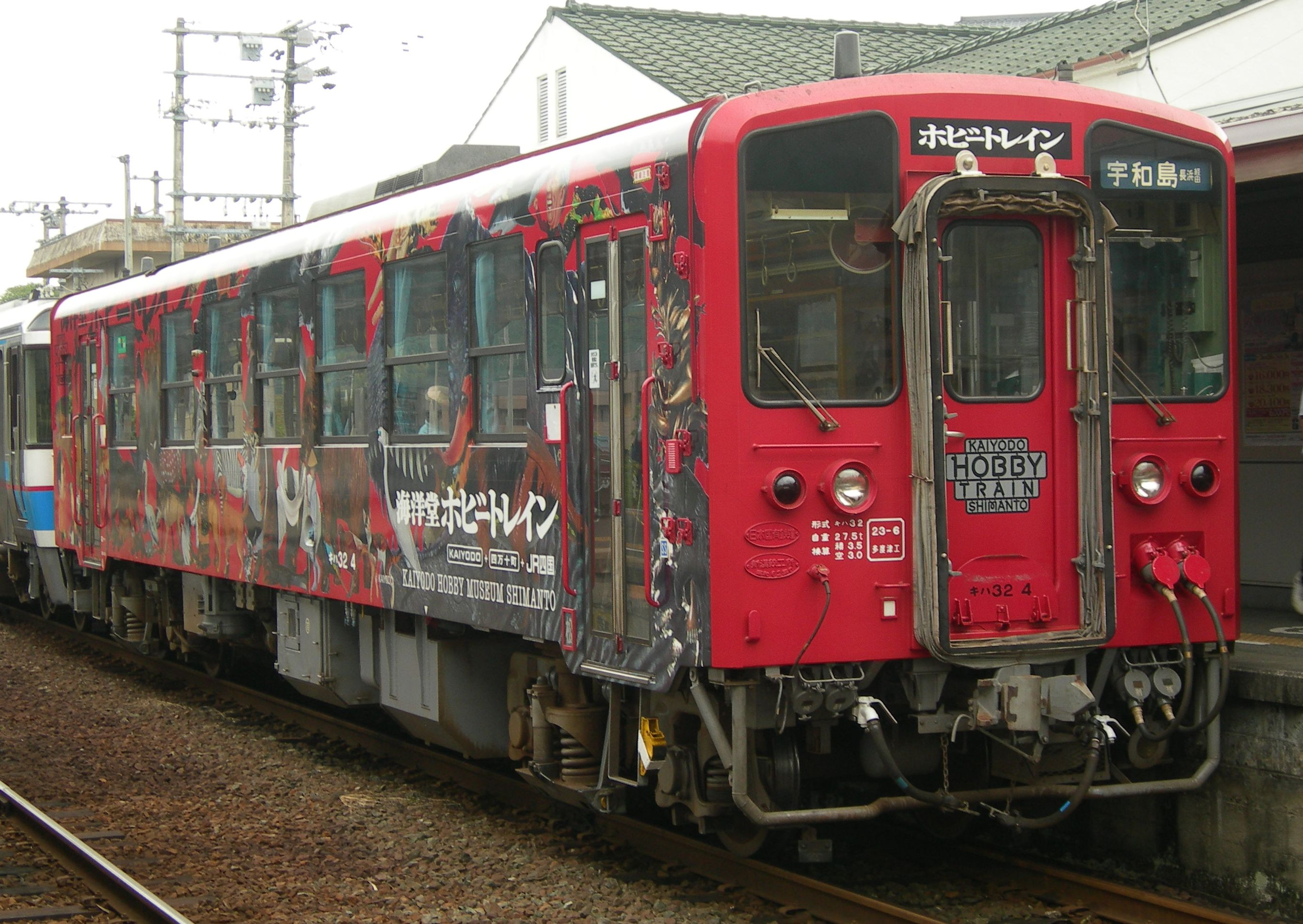
換上「海洋堂四萬十興趣館」全身廣告的Kiha32-4號列車，又稱「海洋堂興趣列車」。

## 車站結構
本站為簡易車站，不設站舍，月台上設置有蓋候車亭及座椅，它和出入口都是設於近江川崎站方向。出入口正正位於國道381號旁。離開路面入口向右行（窪川站方向）約100米才設有洗手間。
月台有效長度為3輛。列車靠站時，往窪川站方向為左邊車門打開，往江川崎站方向，則以右邊車門上落。

### 月台配置
| 路線     | 方向     | 目的地             |
| -------- | -------- | ------------------ |
| ■ 予土線 | （下行） | 江川崎、宇和島方向 |
| ■ 予土線 | （上行） | 窪川方向           |

## 歷史
- 1974年3月1日：路線伸延至若井站時開業。
- 1987年4月1日：日本國鐵分割民營化，車站的營運由JR四國繼承。

## 使用狀況
根據國土交通省「國土數值情報」，本站有多年均使用人數少於1人而被標示為「資料欠奉」，以下為1日平均上下車人次：
| 年度 | 1日平均 乘車人次 | 1日平均 乘車人次 |
| ---- | ---------------- | ---------------- |
| 2011 | 4                |                  |
| 2012 | 2                |                  |
| 2013 | 6                |                  |
| 2014 | 0                |                  |
| 2015 | 0                |                  |
| 2016 | 2                |                  |
| 2017 | 2                |                  |
| 2018 | 0                |                  |
| 2019 | 0                |                  |
| 2020 | 6                |                  |
| 2021 | 6                |                  |
| 2022 | 4                |                  |

## 相鄰車站
四國旅客鐵道（JR四國）
■予土線
家地川（G28）－打井川（G29）－土佐大正（G30）